# Anna Levertin
Anna Fredrika Levertin, född 7 november 1869 Mosaiska församlingen i Stockholm, död 18 december 1960 i Engelbrekts församling i Stockholm, var en svensk författare och översättare.
Utöver sina böcker och översättningar framträdde hon även som sångsolist och medverkade med artiklar i olika tidskrifter, bland annat i Hertha, Dagny, Idun, Ord och bild och Judisk tidskrift. Hon var också i mindre utsträckning verksam som översättare från svenska till franska.
Hon var dotter till konsthandlaren Wilhelm Philip Levertin och Sophie Albertina Davidson samt syster till författaren Oscar Levertin (1862–1906). Åren 1901–1907 var hon gift med skulptören David Edström (1873–1938). 1905 skrev hon sig Anna Edström, 1908 Anna Levertin-Edström.